# Mary Grey
Mary Elizabeth Grey, nascuda Ponsoby (Whitehaven, 4 de març de 1776 – 26 de novembre de 1861) va ser una aristòcrata britànica i Comtessa de Grey muller de Charles Grey, 2n Earl de Grey i Primer ministre del Regne Unit. Era avantpassada de Diana, Princesa de Gal·les. Era la única filla de William Ponsonby (1744–1806), el que seria 1r Baró de Ponsonby i la seva muller, Louisa Molesworth (1749–1824), filla de Richard Molesworth, 3r Vescomte de Molesworth.

## Vida personal
Mary Elizabeth es va casar el 18 de novembre de 1794 amb Charles Grey (1764–1845), el futur 2n Earl de Grey i Primer ministre del Regne Unit de la Gran Bretanya i Irlanda. Charles era el fill de Charles Grey (1729–1807), més tard 1r Baró de Grey i 1r Earl de Grey, i la seva muller Elizabeth Grey (1743–1822).
Mary Elizabeth i Charles van tenir deu fills i sis filles:
- Una filla nascuda morta (1796)
- Lady Louisa Elizabeth Grey (7 d'abril de 1797 – 26 de novembre de 1841); casada amb JohnLambton, 1r Earl de Durham
- Lady Elizabeth Grey (10 de juliol de 1798 – 8 de novembre de 1880); casada amb John Crocker Bulteel (?? - 10 de setembre de 1843).
- Lady Caroline Grey (30 d'agost de 1799 – 28 d'abril de 1875); casada amb el capità George Barrington
- Lady Georgiana Grey (17 de febrer de 1801 – 1900); no es va casar
- Henry George Grey, 3r Earl de Grey (28 de desembre de 1802 – 9 d'octubre de 1894), qui va esdevenir polític com el seu pare
- General Sir Charles Grey (15 de març de 1804 – 31 de març de 1870), pare d'Albert Grey, 4t Earl de Grey
- Almirall Sir Frederick William Grey (23 d'agost de 1805 – 2 de maig de 1878)
- Lady Mary Grey (2 de maig de 1807 – 6 de juliol de 1884); casada amb Charles Wood, 1r Vescomte d'Halifax
- William Grey (13 de maig de 1808 – 11 de febrer de 1815)
- Almirall George Grey (16 de maig de 1809 – 3 d'octubre de 1891) casat amb Jane Frances, filla del general Sir Patrick Stuart
- Thomas Grey (29 de desembre de 1810 – 8 de juliol de 1826)
- Reverend John Grey (2 de març de 1812 – 11 de novembre de 1895) Rector de Durham
- Reverend Francis Richard Grey (31 de març de 1813 – 22 de març de 1890) casat amb Lady Elizabeth Howard (1816–1891), filla de George Howard, 6è Earl de Carlisle, i Lady Georgiana Cavendish
- Henry Cavendish Grey (16 d'octubre de 1814 – 5 de setembre de 1880) Capità de l'exèrcit
- William George Grey (15 de febrer de 1819 – 19 de desembre de 1865) casat amb Theresa Catherine, filla única de Comte Stedink.[1]

## Últims anys
Charles Grey, 2n Earl de Grey, va ser Primer ministre del Regne Unit de la Gran Bretanya i Irlanda del 22 de novembre de 1830 al 16 de juliol de 1834. Mary Grey, Comtessa de Grey, va quedar vídua el 17 de juliol de 1845 i va viure fins al 26 de novembre de 1861, en que va morir a Eaton, Londres.